# Mars 1925

## Événements
- Égypte : nouvelle victoire du Wafd aux élections législatives. Le roi Fouad Ier dissout la nouvelle chambre et un gouvernement acquis au roi gouverne par décrets sans tenir compte de la Constitution.
- Irak : l’État irakien doit accorder une concession de 75 ans à la Turkish Petroleum Company sur l’exploitation pétrolière en Mésopotamie.

- 6 mars : le pilote français Antoine tient l'air pendant 8 heures et 54 minutes malgré une panne moteur sur un Hanriot HD.14.

- 10 mars[1] : Chypre devient une colonie de la couronne britannique.

- 12 mars :
  - Chili : le général Carlos Ibáñez del Campo réinstalle Arturo Alessandri Palma au pouvoir pour sept mois. Le président peut lancer des réformes avec le soutien de l’armée : il instaure le scrutin direct, crée un Tribunal électoral et fait adopter une nouvelle Constitution qui établit un régime présidentiel.
  - Chine : mort à Pékin du dirigeant nationaliste Sun Yat-sen. Wang Jingwei devient le chef politique du Kuomintang, Tchang Kaï-chek étant son dirigeant militaire

- 13 mars : 
  - premier service de fret régulier aux États-Unis (Détroit - Chicago).
  - premier vol du Travel Air n° 1.

- 29 mars[2] : un cabinet libéral promulgue la loi sur le suffrage universel masculin au Japon.

- 30 mars[3] : institution de collèges électoraux en Afrique Noire française introduisant quelques membres élus africains au sein des conseils placés auprès du gouverneur.

## Naissances
- 1er mars : Alexandre Do Nascimento, cardinal angolais, archevêque émérite de Luanda († 28 septembre 2024).
- 3 mars : Zvi Zamir, écrivain israélien († 2 janvier 2024).
- 4 mars : Edmond Abelé, évêque catholique français, évêque émérite de Digne († 27 septembre 2017).
- 6 mars : Wes Montgomery, guitariste de jazz américain († 15 juin 1968).
- 7 mars : Guy Herbulot, évêque émérite d'Evry Corbeil-Essonnes († 1er août 2021).
- 12 mars :
  - Louison Bobet, cycliste français († 13 mars 1983).
  - Georges Delerue, compositeur et directeur musicale des films († 20 mars 1992).
- 13 mars : Léon Defosset, homme politique belge († 25 septembre 1991).
- 14 mars : Georges Lombard, avocat, maire de Brest, député et sénateur († 13 septembre 2010).
- 17 mars : Yulia Borisova, actrice russe († 8 août 2023).
- 18 mars : Antonio José González Zumárraga, cardinal équatorien, archevêque émérite de Quito († 13 octobre 2008).
- 19 mars : Brent Scowcroft, Politicien américain († 6 août 2020).
- 21 mars : Peter Brook, réalisateur britannique († 2 juillet 2022).
- 25 mars: Jeannette Bertrand, auteure canadienne
- 26 mars :
  - Pierre Boulez, compositeur français († 5 janvier 2016).
  - James Moody, saxophoniste de jazz américain († 9 décembre 2010).
  - Freddy Terwagne, homme politique belge d'expression française († 15 février 1971).
  - John Baptist Wu Cheng-Chung, cardinal chinois, évêque de Hong Kong († 23 septembre 2002).
- 28 mars : Alberto Grimaldi, producteur italien († 23 janvier 2021).

## Décès
- 3 mars : 
  - William Pugsley, premier ministre du Nouveau-Brunswick.
- 4 mars : Moritz Moszkowski, compositeur polonais († 23 août 1854).
- 12 mars : Sun Yat-sen, chef de la révolution et premier président de la République de Chine († 12 novembre 1866).
- 18 mars : Hassûnah An-Nawâwî, religieux et juriste égyptien, Grand Imâm de la Mosquée al-Azhar au Caire (° 1839).
- 20 mars : George Nathaniel Curzon (Lord Curzon), homme d'État britannique.
- 30 mars : Rudolf Steiner, philosophe et fondateur de l'anthroposophie autrichien.